# Aubrey Dollar
Aubrey Dollar es una actriz estadounidense, más conocida por haber interpretado a Marina Cooper en la serie The Guiding Light y a Molly Mahoney en la película One Small Hitch.

## Biografía
Es hija de Terri Dollar y Clark Dollar, su hermana menor es la actriz Caroline Dollar.
Estudió en el "Needham B. Broughton High School".

## Carrera
En 1999 apareció en varios episodios de la tercera temporada de la serie Dawson's Creek, donde interpretó a Marcy Bender. En 2000 apareció de nuevo en la serie para interpretar a Sage durante el episodio "Kiss Kiss Bang Bang".
En 2002 se unió al elenco principal de la serie The Guiding Light, donde interpretó por tres años a Marina Cooper hasta 2004. En 2005 se unió al elenco principal de la serie Point Pleasant, donde interpretó a Judy Kramer hasta el final de la serie en 2006. En 2007 se unió al elenco principal de la serie Women's Murder Club, donde dio vida a la periodista de crímenes Cindy Thomas hasta el final de la serie en 2008. La serie estuvo basada en las populares novelase escritas por James Patterson. En 2009 interpretó a Robin "Peaches" Peachtree en un episodio de la serie Cupid.
En 2010 apareció en un episodio de la serie Ugly Betty, donde interpretó a Marisa. En 2011 apareció como invitada en la serie The Good Wife, donde interpretó a la enfermera Zoe Gilman. Ese mismo año apareció como invitada en la serie Person of Interest, donde interpretó a Marie Klein. En 2012 se anunció que aparecería en la serie 666 Park Avenue, donde interpretó a Annie Morgan. Ese mismo año se había unido al elenco de la serie Happy Valley, donde interpretaría a Hope; sin embargo, la serie no fue recogida por la NBC. También apareció en la serie Blue Bloods, donde interpretó a Sandy Huffman. En 2013 se unió al elenco principal de la película para la televisión One Small Hitch, donde interpretó a Molly Mahoney.

## Filmografía
Series de televisión
| Año         | Título                        | Personaje                 | Notas                            |
| ----------- | ----------------------------- | ------------------------- | -------------------------------- |
| 2014        | Battle Creek                  | Holly                     | episodio "Pilot"                 |
| 2012        | 666 Park Avenue               | Annie Morgan              | 2 episodios                      |
| 2012        | Weeds                         | Joanna Jacobs             | 2 episodios                      |
| 2012        | Blue Bloods                   | Sandy Huffman             | episodio "Leap of Faith"         |
| 2012        | Happy Valley                  | Hope                      | -                                |
| 2011        | Person of Interest            | Marie Klein               | episodio "Foe"                   |
| 2011        | The Good Wife                 | Zoe Gilman                | episodio "In Sickness"           |
| 2010        | Ugly Betty                    | Marisa                    | episodio "Smokin' Hot"           |
| 2009        | Cupid                         | Robin "Peaches" Peachtree | episodio "Shipping Out"          |
| 2007 - 2008 | Women's Murder Club           | Cindy Thomas              | 13 episodios                     |
| 2005 - 2006 | Point Pleasant                | Judy Kramer               | 13 episodios                     |
| 2002 - 2004 | The Guiding Light             | Marina Cooper             | -                                |
| 2002        | The Education of Max Bickford | Nancy                     | episodio "The Cost of Living"    |
| 2001        | Going to California           | Kara                      | episodio "Apocalypse Cow"        |
| 1999        | Dawson's Creek                | Marcy Bender              | 4 episodios                      |
| 1995        | American Gothic               | Janice                    | episodio "Strong Arm of the Law" |

Películas
| Año  | Título                                       | Personaje            | Notas |
| ---- | -------------------------------------------- | -------------------- | --- |
| 2023 | Pain Hustlers                                | TBA                  | junto a Emily Blunt, Chris Evans, Andy García, Catherine O'Hara, Jay Duplass, Brian d'Arcy James y Chloe Coleman |
| 2013 | One Small Hitch                              | Molly Mahoney        | junto a Shane McRae, Daniel J. Travanti, Janet Ulrich Brooks, Ron Dean & Robert Belushi                          |
| 2012 | See Girl Run                                 | Becky                | junto a Robin Tunney, Adam Scott, Jeremy Strong, William Sadler & Josh Hamilton                                  |
| 2011 | The Best Man for the Job                     | Diane                | junto a David Call, Frank Galdorise, Alex Galper & Joseph Sikora                                                 |
| 2006 | Hard Luck                                    | Rain                 | junto a Wesley Snipes, Jackie Quinones, Cybill Shepherd, Kevin Thoms, Adrian Washington & Noah Fleiss            |
| 2006 | Save the Last Dance 2                        | Zoe                  | junto a Izabella Miko, Columbus Short, Jacqueline Bisset, Ian Brennan, Evan Williams & Brendan Wall              |
| 2006 | Failure to Launch                            | Mesera de Pizza      | junto a Matthew McConaughey, Sarah Jessica Parker, Zooey Deschanel, Justin Bartha & Bradley Cooper               |
| 2005 | Backseat                                     | Shelle               | junto a Josh Alexander, Robert Bogue, Christopher Carley, Malcolm Goodwin & Will Janowitz                        |
| 2005 | Prime                                        | Michelle             | junto a Uma Thurman, Meryl Streep, Bryan Greenberg, Jon Abrahams & Zak Orth                                      |
| 2002 | The Perfect You                              | Gina                 | junto a Jenny McCarthy, Chris Eigeman, Paul Dooley, Josh Stamberg, Drea de Matteo & Matt Price                   |
| 2002 | Trapped: Buried Alive                        | Paige                | junto a Jack Wagner, Gabrielle Carteris, Mark Lindsay Chapman, Morgan Rusler & JJ Snyder                         |
| 2001 | Amy & Isabelle                               | Karen Keane          | junto a Elisabeth Shue, Hanna Hall, Martin Donovan, Conchata Ferrell & Viola Davis                               |
| 2000 | Students vs. School Violence                 | -                    | junto a Earnest Hunte, Jesse Janowsky, Joey Popp, David Schifter, Rachel Shumate & Ben Tedder                    |
| 1996 | Kiss and Tell                                | Candy Striper        | junto a Cheryl Ladd, John Terry, Francie Swift, John Bedford Lloyd & Jack Gilpin                                 |
| 1995 | Murderous Intent                             | Lisa Talbot          | junto a Corbin Bernsen, Lesley Ann Warren, Tushka Bergen, Dash Mihok, Sean Bridgers & John Finn                  |
| 1995 | Other Voices, Other Rooms                    | Idabell Thompkins    | junto a Lothaire Bluteau, Anna Levine, David Speck, April Turner & Frank Hoyt Taylor                             |
| 1995 | Heavy Weights                                | Joven del Campamento | junto a Aaron Schwartz, Ben Stiller, Tim Blake Nelson, Jeffrey Tambor, Jerry Stiller & Anne Meara                |
| 1992 | Children of the Corn II: The Final Sacrifice | Naomi Johnson        | junto a Terence Knox, Paul Scherrer, Ryan Bollman, Christie Clark & Rosalind Allen                               |

## Premios y nominaciones
| Año  | Categoría            | Premio                                           | Película/Serie    | Resultado |
| ---- | -------------------- | ------------------------------------------------ | ----------------- | --------- |
| 2010 | Best Actress         | California Independent Film Festival Slate Award | One Small Hitch   | Nominada  |
| 2003 | Outstanding Newcomer | Soap Opera Digest Award                          | The Guiding Light | Nominada  |